# Dominique Rigaux
Dominique Rigaux est une historienne médiéviste et professeure d'histoire médiévale française. Plusieurs accusations de plagiat scientifique ont été évoquées à son encontre de 2014 à 2016.

## Biographie
Dominique Rigaux a soutenu une thèse en sciences des religions (option histoire), à l'université Paris 4, en 1985 : À la table du Seigneur : le thème du repas eucharistique dans la peinture italienne septentrionale et centrale aux derniers siècles du Moyen Âge sous la direction d'André Vauchez. Elle est une spécialiste de l'histoire religieuse de la fin du Moyen Âge et de l'histoire des images et de l'iconographie au XIVe et XVe siècles. Elle est professeur d'histoire du Moyen Âge à l'université Pierre-Mendès-France de Grenoble, membre du conseil d'UFR Sciences humaines, depuis 2000, vice-présidente de la commission de spécialistes 20e, 21e et 22e sections de l’Université Lumière-Lyon-II.

### Responsabilités institutionnelles
Elle est jusqu'en 2014 directrice de la maison des Sciences de l'homme - Alpes (MSH-Alpes). Elle a été membre suppléant du conseil d'administration du pôle de recherche et d'enseignement supérieur de l'université de Grenoble, membre de la commission de spécialistes, 21e section de l’université Lumière-Lyon-II, membre du conseil de direction du groupe de recherche « Sources acteurs lieux de la vie religieuse ») GDR 2513 du CNRS depuis sa création en 2001.

## Controverses
Accusée de plagiat, Dominique Rigaux, qui avait été nommée vice-présidente chargée de la recherche et des relations internationales de l'université Pierre-Mendès-France en 2013, a quitté cette fonction en juin 2014.

## Publications
- Andrea del Castagno, un banquet pour l'éternité, Paris, Mame, 1997
- Beauté et Pauvreté, l'art chez les clarisses de France, catalogue de l'exposition, Centre culturel du Panthéon, Paris, 1994
- À la table du Seigneur. L'Eucharistie chez les Primitifs italiens (1250-1497), Paris, Cerf, 1989  (ISBN 978-2204031615)
- « San Bovo ou l'iconographie d'un jeu de mot », dans L'iconographie. Études sur les rapports entre textes et images dans l'Occident médiéval, Paris, Cahiers du Léopard d'Or, 10, 2001, p. 187-203
- « Autour de la Dispute De Sanguine Christi. Une relecture de quelques peintures italiennes de la seconde moitié du XVe siècle », dans Le sang au Moyen Âge, Les Cahiers du CRISIMA, no 4, Université Paul Valéry, Montpellier, 1999, p. 393-403
- « Pour la gloire de Dieu et le salut des hommes. Le programme iconographique du portail de Saint-Trophime », dans Le portail de Saint-Trophime d'Arles. Naissance et renaissance d'un chef-d'œuvre roman, Arles, Actes Sud, 1999, p. 19-55
- « Peintures murales : un chantier ouvert », dans Art et société en France au XVe siècle, Paris, Maisonneuve et Larose, 1999, p. 360-376
- Le Christ du dimanche : histoire d'une image médiévale, L'Harmattan, 2005